# Marta Carro Márquez de Acuña
Marta Carro Marquez de Acuña (27 de junio de 2006, Madrid, España) es una jugadora de vóley playa española. A lo largo de su trayectoria ha sido campeona del Campeonato Europeo de Vóley Playa Sub-18 en el año 2023 y subcampeona del Campeonato Mundial de Voleibol de Playa Sub-19 en 2024, ambos junto a Sofía Izuzquiza. También ha ganado la Copa de la Reina de Vóley Playa en 2024 formando pareja con Sofía González. 
Debutó en el VW Beach Pro Tour en el BPT Futures de Madrid en 2023. También es conocida por ser la hermana de la también jugadora de vóley playa, María Carro.

## Carrera
Marta Carro debutó en el BPT Futures de Madrid y lo hizo entrando en el torneo desde la 'Qualy 1' formando pareja con Adriana Serrano. En aquel campeonato ganaron su primer partido en el VW Beach Pro Tour a las neerlandesas Serena van der Made y Annemieke Driessen, aunque no fueron capaces de alcanzar el Main Draw cayendo contra las suizas, a la postre medalla de bronce ese año, Muriel Bossart y Shana Zobrist. Se proclamó campeona del Europeo Sub-18 en el año 2023 y subcampeona del Mundial Sub-19 en 2024, ambos junto a Sofía Izuzquiza.

## Categorías Inferiores
Este es el palmarés internacional de Marta Carro en las pruebas de categorías inferiores:
| Campeonatos de Vóley Playa en las categorías inferiores | Campeonatos de Vóley Playa en las categorías inferiores | Campeonatos de Vóley Playa en las categorías inferiores | Campeonatos de Vóley Playa en las categorías inferiores | Campeonatos de Vóley Playa en las categorías inferiores |
| Año                                                     | Campeonato                                              | Lugar                                                   | Medalla                                                 | Pareja                                                  |
| ------------------------------------------------------- | ------------------------------------------------------- | ------------------------------------------------------- | ------------------------------------------------------- | ------------------------------------------------------- |
| 2023                                                    | Europeo Sub-18                                          | Madrid (España)                                         | Medalla de oro                                          | Sofía Izuzquiza                                         |
| 2024                                                    | Mundial Sub-19                                          | Shangluo (Chile)                                        | Medalla de plata                                        | Sofía Izuzquiza                                         |